# 1550 Тито
1550 Тито је име астероида којег је 29. новембра 1937. открио чувени српски астроном Милорад Б. Протић. Добио је име по Јосипу Брозу Титу, бившем председнику СФР Југославије.
1550 Тито је астероид главног астероидног појаса са средњом удаљеношћу од Сунца која износи 2,543 астрономских јединица (АЈ).
Апсолутна магнитуда астероида је 11,8.